# Aphelandra scolnikae
Aphelandra scolnikae är en akantusväxtart som beskrevs av Emery Clarence Leonard. Aphelandra scolnikae ingår i släktet Aphelandra och familjen akantusväxter. Inga underarter finns listade i Catalogue of Life.